# HLA (授时台)
36°23′15″N 127°21′59″E / 36.38753°N 127.36650°E
HLA是位于大韩民国大田广域市的一个短波授时台，工作是向周边地区授权高精度的标准时间与标准频率信号。该台由韩国计量研究机构韩国标准科学研究院负责运营与维护，确保其信号与国家及国际标准时间保持一致。
HLA自1984年11月24日启用，在5MHz频点上进行发射，标称值为5MHz±0.01Hz，发射功率为2kW。在运营初期，HLA的播发时间相对有限，仅在每周周一至周五的01:00至08:00（韩国标准时，KST）提供服务，自2011年起转变为24小时全天候发播。现今有上百位用户通过其信号进行精确时间同步。
HLA与美国授时台WWV和WWVH发播时间信号的格式相同：
- 第二个脉冲信号长度为5毫秒（9个周期），频率为1.8千赫，从第二个脉冲开始。
- 第29和59秒无音频发出。
- 分钟标记为800毫秒的相同频率。
- 小时标记为800毫秒的1.5千赫频率。
- DUT1使用加倍脉冲进行编码。
- 在第52秒后开始语音播报时间。
- 时间码在100赫兹的子载波上传输。